# Richard Strachey
Richard Strachey, född den 24 juli 1817 i Somerset, död den 12 februari 1908 i London, var en brittisk-indisk officer och ingenjör, far till Lytton och James Strachey samt Dorothy Bussy, bror till Henry och John Strachey.
Strachey ingick 1836 i ingenjörkåren i Indien och tjänstgjorde först vid bevattningsarbetena i Nordvästprovinserna, 1858-65 i departementet för allmänna arbeten, mest som departementssekreterare åt indiska regeringen, 1867-71 som generaldirektör för bevattningsarbetena med säte i indiska rådet och med generalmajors rang sedan 1868. Sedan han 1872 lämnat Indien medverkade han vid inköpet för regeringens räkning av järnvägar och deltog i kommittén för undersökning av orsakerna till hungersnöden och medlen att förekomma densamma. 
Han sysselsatte sig även med studiet av Himalayas geologi, flora och fysiska geografi, företog 1848 med botanisten Winterbottom en studiefärd till Tibet, varunder han besökte de heliga sjöarna Rakas-tal och Manasarovar, gjorde stora botaniska samlingar samt konstaterade, att Himalaya, tvärtemot vad Humboldt påstod, hade glaciärer fullständigt analoga med Alpernas. Mycken uppmärksamhet ägnade han åt meteorologin och lade grunden till det vetenskapliga studiet av Indiens meteorologi, organiserade ett särskilt departement för detta ämbete, vars arbete burit mycken frukt för landet, samt konstruerade flera meteorologiska instrument.